# Eilema peperita
Eilema peperita är en fjärilsart som beskrevs av George Francis Hampson 1901. Eilema peperita ingår i släktet Eilema och familjen björnspinnare. Inga underarter finns listade i Catalogue of Life.